# Cristina Ghita
Cristina Ghita (16 dicembre 1982) è una schermitrice rumena, specializzata nel fioretto. Ha vinto una medaglia d'argento ai Campionati mondiali di scherma.

## Palmarès
In carriera ha conseguito i seguenti risultati:
- Mondiali

Lipsia 2005: argento nel fioretto a squadre.
- Europei

Zalaegerszeg 2005: bronzo nel fioretto a squadre.
Smirne 2006: argento nel fioretto a squadre.